# Washington (Carolina del Nord)
Washington és una població dels Estats Units i seu del comtat de Beaufort a l'estat de Carolina del Nord. Segons el cens del 2008 tenia 12.946 habitants.

## Demografia
Segons el cens del 2000, Washington tenia 9.583 habitants, 3.968 habitatges i 2.468 famílies. La densitat de població era de 569,2 habitants per km².
Dels 3.968 habitatges en un 28,6% hi vivien nens de menys de 18 anys, en un 37,3% hi vivien parelles casades, en un 21,1% dones solteres, i en un 37,8% no eren unitats familiars. En el 33,5% dels habitatges hi vivien persones soles el 15,3% de les quals corresponia a persones de 65 anys o més que vivien soles. El nombre mitjà de persones vivint en cada habitatge era de 2,3 i el nombre mitjà de persones que vivien en cada família era de 2,93.
Per edats la població es repartia de la següent manera: un 24,7% tenia menys de 18 anys, un 8,6% entre 18 i 24, un 24,5% entre 25 i 44, un 22,6% de 45 a 60 i un 19,6% 65 anys o més.
L'edat mediana era de 40 anys. Per cada 100 dones de 18 o més anys hi havia 70,8 homes.
La renda mediana per habitatge era de 22.057 $ i la renda mediana per família de 30.280 $. Els homes tenien una renda mediana de 26.053 $ mentre que les dones 21.641 $. La renda per capita de la població era de 14.319 $. Entorn del 23,3% de les famílies i el 28,7% de la població estaven per davall del llindar de pobresa.

## Poblacions més properes
El següent diagrama mostra les poblacions més properes.